# Leopoldo Augusto de Cueto
Leopoldo Augusto de Cueto López de Ortega, marquès de Valmar (Cartagena, 16 de juliol de 1815-Madrid, 21 de gener de 1901) va ser un escriptor, diplomàtic, investigador i crític espanyol.

## Biografia
Fill del brigadier d'artilleria Gonzalo García de Cueto y Enríquez de Luna i de María dels Dolores López de Ortega i Prado. Va estudiar Filosofia al Seminari de San Fulgencio de Múrcia i es va doctorar en Jurisprudència a Sevilla. Va ser agregat de l'ambaixada espanyola a París; allí es va casar amb María del Amparo Fernández de Càceres y González de Quintanilla. El 1838 va néixer a Rouen la seva filla gran, Flavia. Va escriure crítica literària a El Artista, El Orbe, El Piloto i el Semanario Pintoresco Español. El 1840 va ser nomenat secretari de la legació a la Haia . El 1844 secretari de la legació a Lisboa. El 1847 va ser nomenat encarregat de negocis de la legació a Copenhaguen, on va arribar a ser nomenat ministre resident. El gener de 1854 va estar a Washington D.C. com a ministre plenipotenciari i tres anys després ho va ser a Viena i Múnic. El 1881 va demanar el retir com a diplomàtic.
Posseïa la gran creu de l'Orde d'Isabel la Catòlica, la gran creu de l'Orde de Crist de Portugal, la gran creu de l'Orde de Sant Maurici i Sant Llàtzer d'Itàlia, la gran creu de l'Orde de Sant Estanislau de Rússia i la gran creu de l'Orde de l'Àguila Vermella. Va ser comanador de la Legió d'Honor de França i de l'Orde de Dannebrog de Dinamarca. Va morir d'un vessament cerebral el 20 de gener de 1901.
Va ser majordom de Palau, secretari d'Estat i senador vitalici. També membre de la Reial Acadèmia de la Llengua (1858), amb els càrrecs afegits de secretari i tresorer, i de la de Belles Arts de Sant Ferran. Com la seva germana gran María de la Encarnación, es va casar amb el Duc de Rivas, va ser el seu cunyat i li va dedicar una crítica intel·ligent amb motiu de l'estrena de Don Álvaro, "Examen crítico" (1835), i en va pronunciar un important Discurso necrológico (1866) valorant les seves obres. També va ser Conseller d'Estat (1863) i senador per la Reial Acadèmia de la Llengua (1878-1880, 1881-1882, 1884-1886, 1891-1894, 1896-1900).

## Obres
Va conrear el teatre amb el drama històric Doña María Coronel o No hay fuerza contra el honor (1844) i la tragèdia clàssica amb Cleopatra (1845), no representada. Va reunir la seva producció literària sota el títol de Poesías líricas y dramáticas (1900). Va ser un líric elegant, els temes fonamentals del qual són l'amor, la religió i la pàtria. També va conrear la història escrivint una Biografía del Conde de Toreno i va ser crític teatral de El Piloto i del Semanario Pintoresco Español. Va pronunciar diversos discursos, destacant el dedicat a Quintana en el seu ingrés en l'Acadèmia.
Com a filòleg i crític literari sobreviu per dues obres: l'edició de Las Cantigas d'Alfons X el Savi (1889) i el Bosquejo histórico-crítico de la poesía castellana del siglo XVIII (1893), que precedia a la també memorable i fins i tot encara útil edició de en tres gruixuts volums de la Biblioteca de Autores Españoles. La primera va acompanyada d'una introducció on s'estudien les fonts i s'intenta una classificació argumental, així com d'un glossari molt meritori. La segona aporta dades inestimables d'autors que va conèixer, com Alberto Lista o Juan Nicasio Gallego, i exhuma autors foscos i oblidats. Conté judicis moderats, influïts de vegades per les seves idees romàntiques. Utilitza materials inèdits i resulta un monument d'erudició.